# Sudan i olympiska sommarspelen 2020
Sudan deltog med en trupp på fem idrottare vid de olympiska sommarspelen 2020 i Tokyo som hölls mellan den 23 juli och 8 augusti 2021 efter att ha blivit framflyttad ett år på grund av coronaviruspandemin. Ingen av landets deltagare erövrade någon medalj.

## Friidrott
Förkortningar
- Notera– Placeringar avser endast det specifika heatet.
- Q = Tog sig vidare till nästa omgång
- q = Tog sig vidare till nästa omgång som den snabbaste förloraren eller, i teknikgrenarna, genom placering utan att nå kvalgränsen
- i.u. = Omgången fanns inte i grenen
- Bye = Idrottaren behövde inte tävla i omgången

Gång- och löpgrenar
| Idrottare   | Gren            | Heat       | Heat      | Semifinal        | Semifinal        | Final            | Final            |
| Idrottare   | Gren            | Resultat   | Placering | Resultat         | Placering        | Resultat         | Placering        |
| ----------- | --------------- | ---------- | --------- | ---------------- | ---------------- | ---------------- | ---------------- |
| Sadam Koumi | Herrarnas 400 m | 46,26 0SB0 | 5         | Gick inte vidare | Gick inte vidare | Gick inte vidare | Gick inte vidare |

## Judo
| Idrottare            | Gren                        | 32-delsfinal         | Sextondelsfinal      | Åttondelsfinal       | Kvartsfinal          | Semifinal            | Återkval             | Final / BM       | Final / BM       |
| Idrottare            | Gren                        | Motståndare Resultat | Motståndare Resultat | Motståndare Resultat | Motståndare Resultat | Motståndare Resultat | Motståndare Resultat | Placering        |                  |
| -------------------- | --------------------------- | -------------------- | -------------------- | -------------------- | -------------------- | -------------------- | -------------------- | ---------------- | ---------------- |
| Mohamed Abdalarasool | Herrarnas lättvikt (–73 kg) | Nourine (ALG) W WO   | Butbul (ISR) L FG    | Gick inte vidare     | Gick inte vidare     | Gick inte vidare     | Gick inte vidare     | Gick inte vidare | Gick inte vidare |

## Rodd
| Roddare       | Gren                   | Heats    | Heats     | Återkval | Återkval  | Kvartsfinal | Kvartsfinal | Semifinal E/F | Semifinal E/F | Final F  | Final F   |
| Roddare       | Gren                   | Tid      | Placering | Tid      | Placering | Tid         | Placering   | Tid           | Placering     | Tid      | Placering |
| ------------- | ---------------------- | -------- | --------- | -------- | --------- | ----------- | ----------- | ------------- | ------------- | -------- | --------- |
| Esraa Khogali | Damernas singelsculler | 10.18,27 | 6 R       | 10.25,94 | 5 SE/F    | bye         | bye         | 10.23,52      | 4 FF          | 10.05,32 | 32        |

Teckenförklaring: FA= A-final (medalj); FB=B-final (ingen medalj); FC= C-final (ingen medalj); FD= D-final (ingen medalj); FE=E-final (ingen medalj); FF=F-final (ingen medalj); SA/B=Semifinal A/B; SC/D=Semifinal C/D; SE/F=Semifinal E/F; QF=Kvartsfinal; R=Återkval

## Simning
| Simmare        | Gren                     | Heat    | Heat      | Semifinal        | Semifinal        | Final            | Final            |
| Simmare        | Gren                     | Tid     | Placering | Tid              | Placering        | Tid              | Placering        |
| -------------- | ------------------------ | ------- | --------- | ---------------- | ---------------- | ---------------- | ---------------- |
| Abobakr Abass  | Herrarnas 100 m bröstsim | 1.04,46 | 45        | Gick inte vidare | Gick inte vidare | Gick inte vidare | Gick inte vidare |
| Haneen Ibrahim | Damernas 50 m frisim     | 34,49   | 80        | Gick inte vidare | Gick inte vidare | Gick inte vidare | Gick inte vidare |